# Autoritat de Conca Regional de Sardenya
L'Autoritat de Conca Regional de Sardenya (Autorità di bacino regionale della Sardegna) és una de les autoritats de la Regió Autònoma de Sardenya que operen al sector de la defensa del sòl.
És un ens públic econòmic que gestiona les conques hidrogràfiques de l'illa, instituït per la L.R. núm. 19 del 6 de desembre del 2006.
La seu administrativa és a Càller.